# Caecum amputatum
Caecum amputatum is een slakkensoort uit de familie van de Caecidae. De wetenschappelijke naam van de soort is voor het eerst geldig gepubliceerd in 1894 door Hedley.